# 蘇格蘭邊區
苏格兰边区（英語：Scottish Borders），又音译为博德斯行政區，是英国苏格兰32个一级行政区之一。它地处苏格兰和英格兰的交接处，但是文化、经济、交通等的发达程度却并不高。境内地形多丘陵，没有大城镇或工业。面积4,732平方公里，人口106,764。

## 交通
英国國家鐵路的东海岸主線穿越蘇格蘭邊區，境內站點僅有Reston車站。